# Jakov Ignjatović
Jakov Ignjatović (en serbe cyrillique : Јаков Игњатовић, en hongrois : Jakov Ignjatovics ; né le 8 décembre 1822 à Szentendre et mort le 5 juillet 1889 à Novi Sad) est un romancier, un nouvelliste, un journaliste et un homme politique serbe de Hongrie. Il a été membre de l'Académie royale de Serbie.
Jakov Ignjatović a également écrit en hongrois.

## Biographie

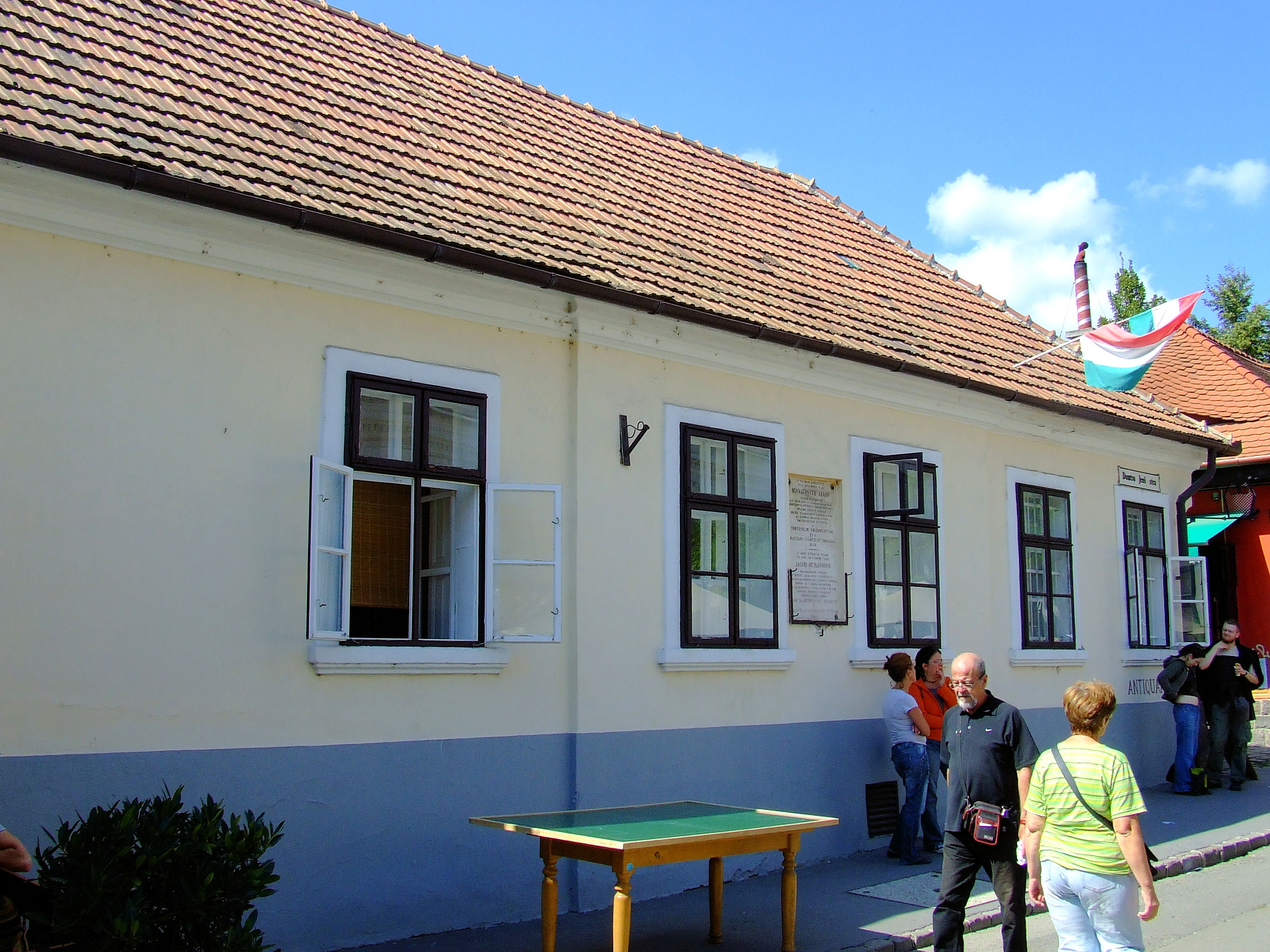
La maison natale de Jakov Ignjatović à Szentendre

Né à Szentendre, Jakov Ignjatović termine ses études élémentaires dans sa ville natale puis suit les cours des lycées de Vác, Esztergom et Pest. Il commence des études de droit dans cette ville mais quitte l'université pour s'enrôler dans les hussards. Par la suite, il sort diplômé en droit de l'université de Kecskemét, où il exerce son métier de juriste à partir de 1847. Pendant la révolution hongroise de 1848-1849, il rejoint les forces hongroises et se bat contre les Autrichiens, contrairement à la plupart des Serbes et des Croates de l'Empire qui soutiennent l'Autriche.
Après la défaite des Hongrois, Ignjatović se réfugie à Belgrade, où il travaille comme journaliste jusqu'en 1850. Après avoir voyagé, il rentre en Hongrie en 1853 et prend une part active dans la vie culturelle et politique des Serbes de Voïvodine.
Entre 1854 et 1856, il est successivement rédacteur en chef de la Revue de la Matica srpska (Letopis Matice srpske), des Srpske novine et du Nedeljni list et travaille comme employé à Sremski Karlovci et à Novi Sad.
Il rejoint le Parti populaire de Svetozar Miletić dans sa lutte politique contre l'empire d'Autriche et est élu par deux fois à la Diète de Hongrie. Après l'éclatement du Parti populaire, il reste fidèle aux autorités hongroises comme János Damjanich et Sebő Vukovics, contrairement à la majorité des Serbes vivant sous domination hongroise. Pour cette raison, Ignjatović était considéré comme un traître par ses compatriotes et il a vécu dans l'isolement jusqu'à sa mort.
Ignjatović s'est tourné tardivement vers la littérature et, sans doute influencé par la science, il a voulu faire du roman ou du drame un instrument d'observation et de discussion scientifiques. Il a été élu membre de l'Académie royale de Serbie en 1888 et est mort à Novi Sad en 1889.
Il est enterré dans le cimetière de la Dormition à Novi Sad, où son monument funéraire fait partie d'un ensemble de 24 tombes de personnalités historiques, culturelles et autres inscrites sur la liste des monuments culturels protégés (identifiant no SK 1588) de la république de Serbie.

## Œuvres
- Đurađ Branković, Sremski Karlovci, 1859.
- Milan Narandžić, {I—II}, Novi Sad 1860—1863, 2e édition, Belgrade, , Belgrade, 1900.
- Čudan svet, Novi Sad, 1869.
- Dela Jakova Ignjatovića, I Novi Sad, 1874, et II Temišvar, 1878.
- Uveo listak, Novi Sad, 1878.
- Adam i berberin prvi ljudi, Novi Sad, 1881.
- Stari i novi majstori, Novi Sad, 1883.
- Patnica, {I—III}, Novi Sad, 1888 ; , 2e édition, Belgrade, 1936.
- Večiti mladoženja, Belgrade 1910.
- Vasa Rešpekt, Belgrade, 1913.
- Dela, I—II, Belgrade, 1932—1935.
- Odabrana dela, I—VIII, Novi Sad, 1948—1953.
- Odabrana dela, I—II, Novi Sad et Belgrade 1959 et 1969.
- Memoari, Belgrade, 1966.
- Odabrana dela, I—XIV, Novi Sad, 1985.

## Hommages

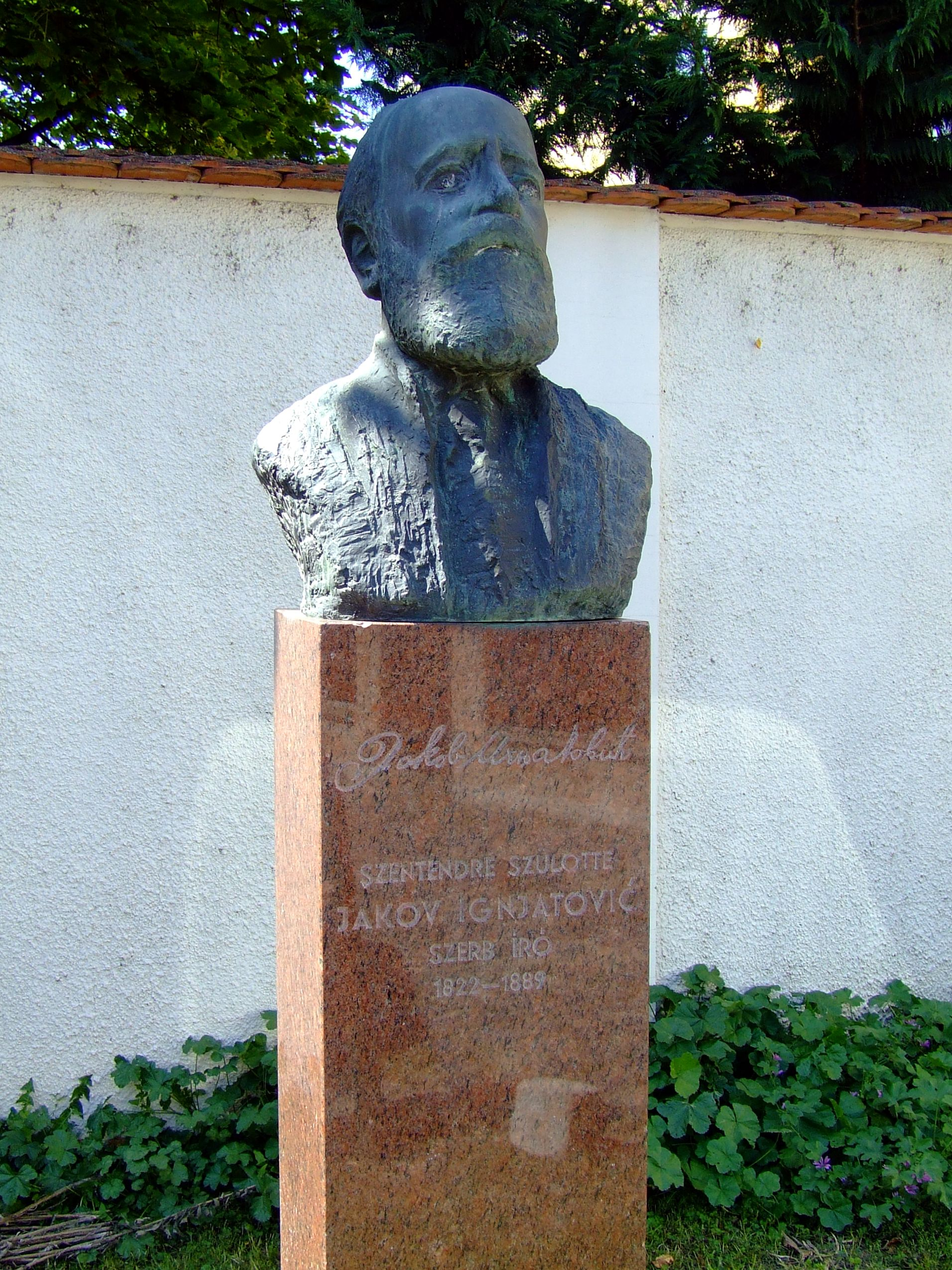
Buste de Jakov Ignjatović par Frigyes Jenzer à Szentendre